# Sainte-Marie-au-Bosc

Sainte-Marie-au-Bosc este o comună în departamentul Seine-Maritime, Franța. În 1 ianuarie 2022 avea o populație de 359 de locuitori.